# Richard B. Goodwin
Richard B. Goodwin (* 9. September 1934 in England) ist ein britischer Filmproduzent, Drehbuchautor, Produktionsmanager und Spezialeffektkünstler.

## Leben
Bei seiner Tätigkeit als Produzent bei der Shakespeare-Verfilmung Romeo und Julia lernte Goodwin seine spätere Frau, die Bühnenbildnerin Christine Edzard, kennen. Zusammen mit ihr schrieb er drei Jahre später das Drehbuch zu dem Ballett-Film Trixis Wunderland nach den Kindergeschichten von Beatrix Potter. 1975 begründeten die beiden die Produktionsfirma Sands Films in London. Für seine Tätigkeit bei dem Film Reise nach Indien wurde Goodwin 1985 erstmals für einen Oscar nominiert. Seine bisher letzte Tätigkeit als Produzent ist der Film Sieben Jahre in Tibet aus dem Jahr 1997 mit Brad Pitt als Hauptdarsteller.
Er ist der Vater von Daisy Goodwin, der Redaktionsleiterin von Talkback Productions. Darüber hinaus ist er der Schwiegervater von Marcus Wilford.

## Filmografie (Auswahl)
Als Produzent:
- 1963: An Evening with the Royal Ballet (Dokumentarfilm)
- 1964: King and Country – Für König und Vaterland (King & Country)
- 1965: Othello
- 1967: The Mikado
- 1968: Romeo und Julia (Romeo and Juliet)
- 1969: The Dance of Death
- 1971: Trixis Wunderland (The Tale of Beatrix Potter) (& Drehbuch)
- 1974: Mord im Orient-Expreß (Murder on the Orient Express)
- 1978: Tod auf dem Nil (Death on the Nile)
- 1979: Stories from a Flying Trunk
- 1980: Mord im Spiegel (The Mirror Crack’d)
- 1982: Das Böse unter der Sonne (Evil Under the Sun)
- 1983: Biddy
- 1984: Reise nach Indien (A Passage to India)
- 1988: Little Dorrit
- 1994: Von Liebe und Schatten (Of Love and Shadows)
- 1997: Sieben Jahre in Tibet (Seven Years in Tibet)

Als Produktionsmanager:
- 1960: Vor Hausfreunden wird gewarnt (The Grass Is Greener)
- 1962: Rebellion (H.M.S. Defiant)

Als Spezialeffektkünstler:
- 1960: Die letzte Fahrt der Bismarck (Sink the Bismarck!)

## Auszeichnungen (Auswahl)
- 1985: Oscar: Nominierung in der Kategorie Bester Film für Reise nach Indien
- 1983: BAFTA: Nominierung in der Kategorie Bester Film für Reise nach Indien